# 三重県道748号大湊宮町停車場線

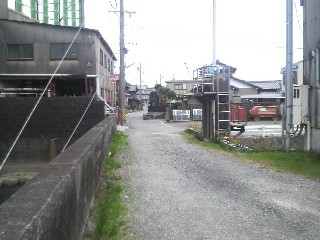
起点（2008年11月9日撮影）
大湊町デルタ地帯の東端、起点側（東側）から見る

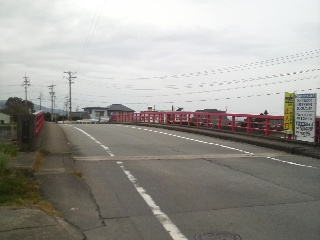
湊橋（2008年11月9日撮影）
大湊川に架かる橋、起点側（北側、大湊町側）から見る

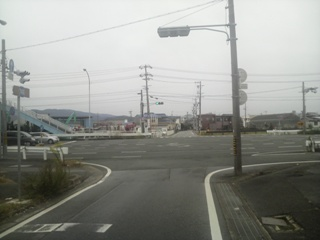
高向交差点（2008年11月9日撮影）
国道23号との交差点、起点側（北側）から見る

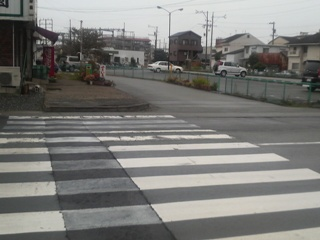
終点（2008年11月9日撮影）
中央が終点、右手から中央までが県道748号（撮影当時は県道60号の重複区間）、中央から左手が県道60号、奥に見えるのが宮町駅

三重県道748号大湊宮町停車場線（みえけんどう748ごう おおみなとみやまちていしゃじょうせん）は、三重県伊勢市内を走る一般県道である。地図などで大湊道と称される場合がある。

## 概要
- 伊勢市大湊町のデルタ地帯から中心市街地を結ぶ唯一の道路である。
- 大湊川に架かる湊橋から同市御薗町新開までは、ほぼ直線であり、延長線上の市道を通じて国道23号と接続する。
- 伊勢市御薗町新開から同市御薗町高向までは、旧度会郡御薗村内を東西に横断する。

### 路線データ
- 起点：伊勢市大湊町東町93番地先[1]北緯34度31分28.0秒 東経136度44分50.4秒 / 北緯34.524444度 東経136.747333度
- 終点：宮町停車場付近（御薗町高向字小橋686番18地先）[1][注 1]北緯34度29分50.0秒 東経136度41分51.9秒 / 北緯34.497222度 東経136.697750度
- 総延長：7.874 km（平成31年4月1日現在　「路線認定調書」より）[1]

## 歴史
- 1886年（明治19年） - 港湾浚渫用の資材などを運搬する目的で、山田（現在の伊勢市中心市街地）から大湊まで新道を開削する。同年4月11日に起工、6月下旬に完成、7月1日に開道式を挙行する。この時、大湊川の現在地に木造の湊橋が架けられる。
- 1925年（大正14年） - コンクリート造の湊橋が完成する。
- 1943年（昭和18年） - 曲がりくねっていた徳田－馬瀬間、馬瀬－桧尻間の道路を一直線に開削する。
- 1968年（昭和43年）12月3日 - 三重県告示により、大湊－馬瀬間の道路に御薗村内の道路（当時は農道）を加えた区間が、県道大湊宮町停車場線（県道番号748）に路線認定される[2]。
- 1970年（昭和45年）5月 - 大湊川に新たな湊橋が架かる。
- 1977年（昭和52年）3月15日 - 三重県告示により、区域決定、供用開始する[3]。供養開始の区間は、伊勢市大湊町東町93番地先から度会郡御薗村大字高向字中河原1799-1番地先まで。
- 1991年（平成3年）9月 - 伊勢南北幹線道路の建設促進運動を行なう期成同盟会が伊勢市、伊勢市商工会議所、御薗村により発足する[4]。
- 1992年（平成4年） - 三重県による伊勢南北幹線道路の建設が開始する。
- 1996年（平成8年）5月22日 - 伊勢南北幹線道路の一部となる県道大湊宮町停車場線バイパスが開通する。
- 2012年（平成24年）12月14日 - 県道60号伊勢松阪線が区間を変更した[5]ため、それまでの重複区間のほとんどが解消される。
- 2024年（令和6年）7月5日 - 伊勢市立御薗小学校付近（伊勢市御薗町長屋地内）の360メートルの道路改良工事が完成し、供用開始[6]。車道と歩道が分離されたほか、三重県初となる立体に見える横断歩道が設置された[7]。

## 路線状況

### 重複区間
- 国道23号 - 高向交差点から宮川ジャンクションまでの約100mほど重複している。

### バイパス
伊勢南北幹線道路および県道大湊宮町停車場線バイパス
- 伊勢南北幹線道路とは、伊勢市御薗町高向地内の国道23号と伊勢市中島一丁目地内の県道鳥羽松阪線を南北に結ぶ約2.5kmの道路のことである。国道23号から伊勢市街地への車の流れを円滑にする目的で建設された[4]。まず1996年に国道23号宮川大橋付近と県道伊勢松阪線の豊浜大橋付近を結ぶ県道大湊宮町停車場線バイパス（550m）が開通[4]、県道伊勢松阪線から近鉄山田線をアンダーパス、参宮線をオーバーパスし、県道鳥羽松阪線までを結ぶ主要地方道伊勢松阪線バイパスは2012年に完成、伊勢南北幹線道路が全線開通した[8]。
- 県道大湊宮町停車場線バイパスは片側二車線で幅6.5m、歩道は幅3mで、中央分離帯を含めると全幅は22mである。中央分離帯には多行松や車輪梅が植栽されている。1996年の開通と同時に、同線を結ぶ国道23号の宮川インターチェンジ（1994年度から建設省が工事。区間400m、幅3.25m。）も開通した[4]。

### 道路施設
湊橋（みなとばし）
- 宮川河口と勢田川を繋ぐ大湊川に架かる橋である。
- 1886年（明治19年）に最初の木橋が架けられ、1925年（大正14年）にコンクリート橋となる。
- 現在の橋は1970年（昭和45年）5月に架設された。

## 地理

### 通過する自治体
- 三重県
  - 伊勢市

### 接続する道路
- 国道23号（南勢バイパス） - 高向交差点
- 三重県道60号伊勢松阪線 - 豊浜大橋南交差点

### 周辺
- 近鉄山田線 宮町駅
- 伊勢市立大湊小学校
- 伊勢大湊郵便局
- JA伊勢 伊勢中央支店大湊
- 三重信用金庫 御薗支店 大湊出張所
- 伊勢市役所 大湊支所
- 三重県宮川流域下水道 宮川浄化センター
- NTT西日本 大湊電話交換所
- 御薗神社
- 伊勢市役所 御薗総合支所
- 伊勢市立御薗小学校
- JA伊勢 御薗支店
- ケーズデンキ 御薗パワフル館
- 宇須乃野神社・県神社

## 別名
- 大湊道（伊勢市）